# Gabriel Lettu
Gabriel Lettu, né le 11 juin 1779 à Paris et mort le 5 avril 1859 à Auch (Gers), est un peintre, dessinateur, graveur et imprimeur français.
Peintre parisien, il travaille à Auch entre 1830 et 1840. Il devient directeur de l'académie municipale de dessin à partir de 1821.
Le musée des Jacobins d'Auch conserve au moins quatre toiles de cet artiste.

## Œuvre
- Château d'Henri IV à Pau en Béarn, lithographie, entre 1825 et 1830, 51,6 x 37 cm, conservé au Musée National du Château de Pau[1].
- Assomption de la Vierge, tableau de retable du maître-autel de l'église paroissiale Notre-Dame-de-l' Assomption à Castelnau-Magnoac (Hautes-Pyrénées), réalisé à Auch en mars 1830, huile sur toile, 287 x 210 cm[2].
- L'agonie de Saint-Martin, huile sur toile, 1841, 162x260cm, conservé à l'église de Réjaumont (Gers).
- Cérémonie en l'honneur de l'érection de la statue du maréchal Lannes à Lectoure, huile sur toile, 49 x 41 cm, Collection particulière (vendu en vente publique par la maison Sotheby's le 02/12/2003)[3].
- Crucifixion, attribuée à Gabriel Lettu, début du XIXe siècle, conservé à la chapelle Saint-Barthélémy du lieu-dit Mongardin (commune de Saint-Médard, Gers).
- Guide du voyageur dans la Cathédrale d'Auch, avec gravures servant de complément au museum sacré, 13 pages de texte et 12 planches en noir et blanc, 15,5 x 23 cm